# Nová Ves (Oselce)
Nová Ves je malá vesnice, část obce Oselce v okrese Plzeň-jih v Plzeňském kraji. Nachází se asi 2,5 kilometru jihovýchodně od Oselce. Je zde evidováno 36 adres. V roce 2011 zde trvale žilo 15 obyvatel.
Nová Ves leží v katastrálním území Nová Ves u Horažďovic o rozloze 3,35 km².

## Historie
První písemná zmínka o vesnici pochází z roku 1378.

## Obyvatelstvo
| Rok            | 1869 | 1880 | 1890 | 1900 | 1910 | 1921 | 1930 | 1950 | 1961 | 1970 | 1980 | 1991 | 2001 | 2011 | 2021 |
| -------------- | ---- | ---- | ---- | ---- | ---- | ---- | ---- | ---- | ---- | ---- | ---- | ---- | ---- | ---- | ---- |
| Počet obyvatel | 275  | 276  | 247  | 225  | 215  | 183  | 169  | 124  | 107  | 96   | 62   | 36   | 30   | 15   | 17   |
| Počet domů     | 40   | 42   | 40   | 39   | 39   | 40   | 38   | 36   | 32   | 30   | 24   | 33   | 29   | 29   | 29   |

## Obecní správa
Při sčítání lidu v letech 1850–1889 Nová Ves byla osadou obce Chanovice v okrese Strakonice. V letech 1890–1963 byla samostatnou obcí, se kterým patřila nejprve do okresu Strakonice, ale v roce 1950 v okrese Horažďovice. Od roku 1964 je částí obce Oselce v okrese Plzeň-jih.

## Pamětihodnosti
Na návsi stojí kaplička svatého Jana Nepomuckého a socha Přibíka, který vlastnil Novou Ves koncem 14. století.

## Další fotografie

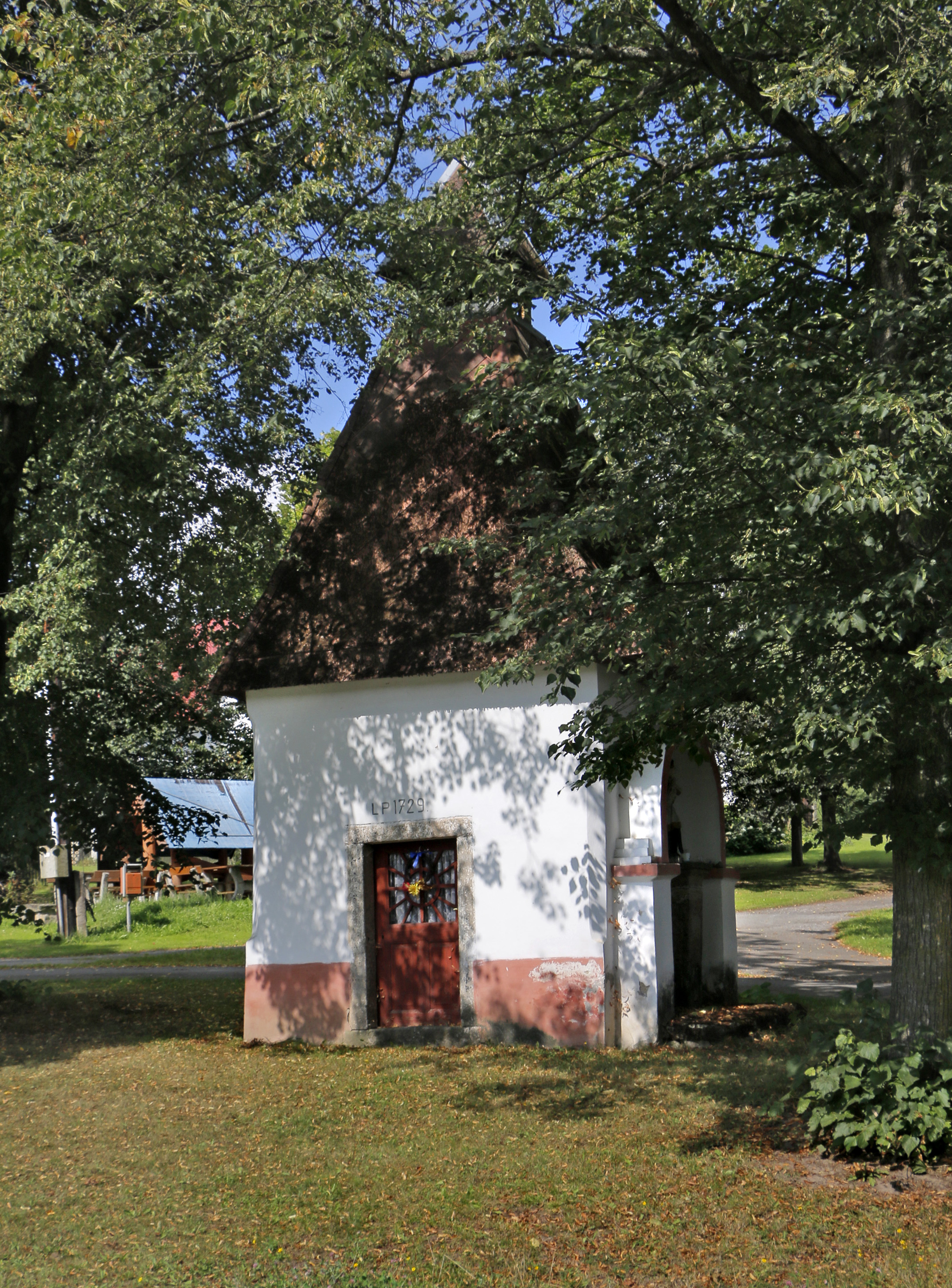
Kaple na návsi
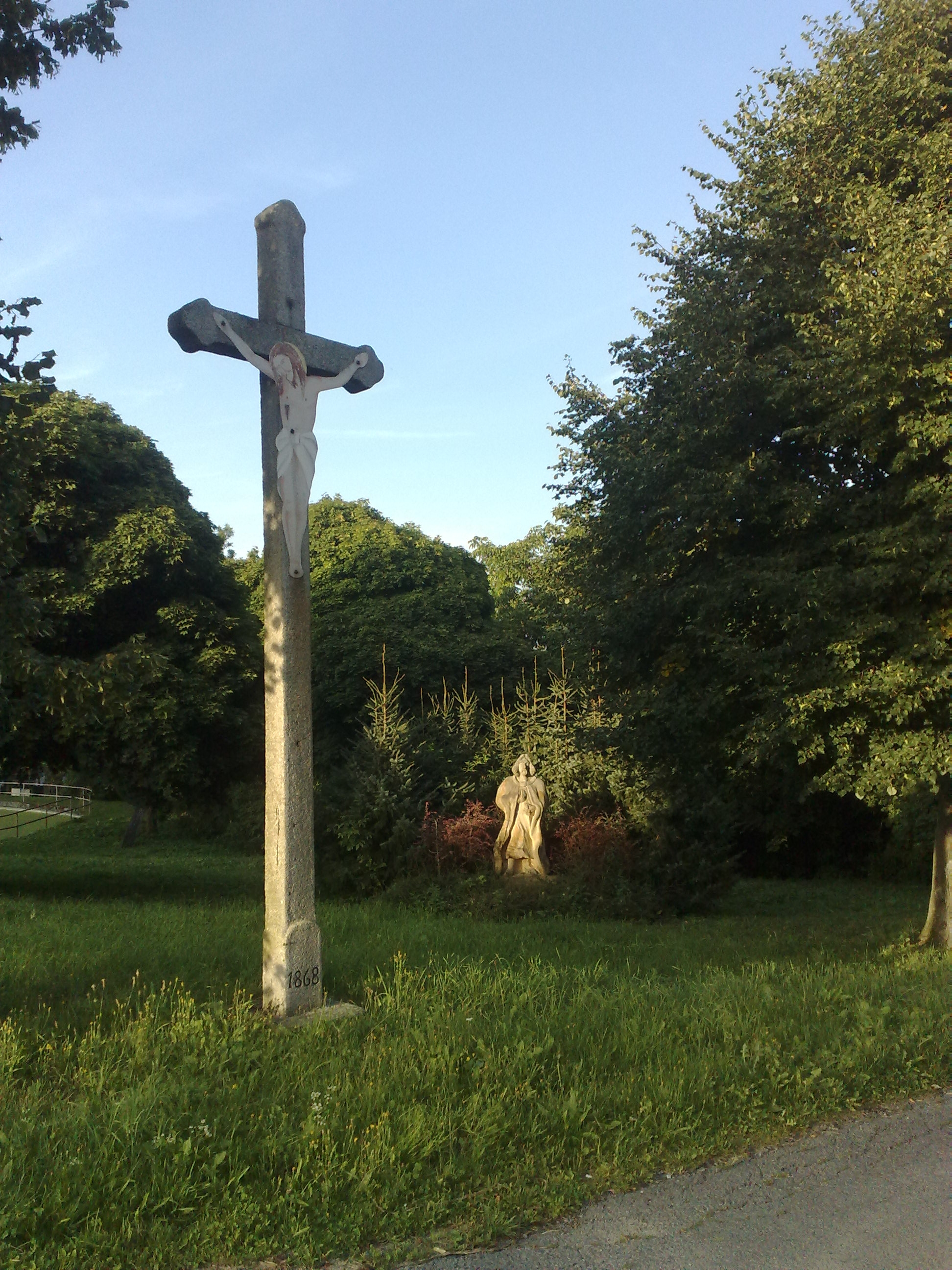
Socha Přibíka a krucifix